# Hammedi
Hammedi là một đô thị thuộc tỉnh Boumerdès, Algérie. Dân số thời điểm năm 2002 là 27.972 người.